# Сенегальский трахинот
Сенегальский трахинот, или гвинейский трахинот (лат. Trachinotus goreensis), — вид лучепёрых рыб семейства ставридовых. Распространены в восточной части Атлантического океана. Максимальная длина тела 60 см. Морские бентопелагические рыбы.

## Описание
Тело относительно короткое, сжато с боков, покрыто мелкой циклоидной чешуёй. Верхний и нижний профили тела асимметричны, сходны по форме. Верхний профиль головы полого снижается к закруглённому рылу. Глаза маленькие, их диаметр укладывается 3,1—3,9 раз в длину головы. Окончание верхней челюсти очень узкое, доходит до вертикали, заходящей за задний край глаза. Зубы на обеих челюстях мелкие, конической формы, слегка загнуты назад; расположены широкой полосой в передней части, сужающейся по краям. На языке зубы отсутствуют. На верхней части первой жаберной дуги 6—8 жаберных тычинок, а на нижней —11—13 тычинок. В первом спинном плавнике 6 отдельно сидящих колючек. Во втором спинном плавнике один жёсткий и 18—21 мягких лучей. В анальном плавнике один колючий и 18—21 мягких лучей. Перед плавником расположены 2 короткие колючки. Длина оснований второго спинного и анального плавников примерно одинаковая. Передняя доля второго спинного плавника относительно высокая, превышает длину головы у особей длиннее 10 см. Грудные плавники короткие, их длина укладывается 1,2—1,5 раза в длину головы. На хвостовом стебле нет канавок и килей. Хвостовой плавник глубоко раздвоенный. Боковая линия делает невысокую дугу на уровне середины второго спинного плавника и затем идёт прямо до хвостового стебля; в ней нет костных щитков. На хвостовом стебле нет канавок и килей. Позвонков: 10 туловищных и 14 хвостовых.
Верхняя часть тела зеленоватая, бока и брюхо серебристые. Вдоль боковой линии располагаются 4—6 (обычно 5) тёмных пятен, которые появляются у особей длиной от 7 до 9 см. Первое пятно вытянуто в вертикальном направлении; второе пятно — овальное; остальные пятна округлой формы и их размер уменьшается ближе к хвостовой части тела. Передние доли спинного и анального плавников и лопасти хвостового плавника тёмные со светлой окантовкой.
Максимальная длина тела — 60 см, обычно до 30 см.

## Ареал и места обитания
Распространены в восточной части Атлантического океана от Мавритании до севера Анголы. Обитают на мелководье в прибрежных водах, но иногда встречаются на глубине до 100 м. Заходят в эстуарии.